# Vlčí důl (přírodní rezervace)
Vlčí důl je přírodní rezervace, vyhlášená v roce 1989. Nachází se u obce Osek (okres Teplice). Důvodem je ochrana cca 180 let starého porostu buku lesního s bohatým zastoupením doupných stromů. Lokalita téměř pralesního charakteru slouží jako významné hnízdiště ptáků. V roce 2019 byla vyhlášena přírodní rezervace Vlčí důl na nově vymezeném území.